# Calyptotheca
Calyptotheca is een geslacht van mosdiertjes uit de familie van de Lanceoporidae. De wetenschappelijke naam van het geslacht is voor het eerst geldig gepubliceerd in 1957 door Harmer.

## Soorten
De volgende soorten zijn bij het geslacht ingedeeld:
- Calyptotheca acutirostris (Canu & Bassler, 1929)
- Calyptotheca alexandriensis Abdel-Salam, Taylor & Dorgham, 2017
- Calyptotheca altimuralis (Osburn, 1952)
- Calyptotheca anceps (MacGillivray, 1879)
- Calyptotheca australis (Haswell, 1881)
- Calyptotheca biavicularia (Canu & Bassler, 1929)
- Calyptotheca canariensis Aristegui, 1988
- Calyptotheca capensis (O'Donoghue & de Watteville, 1937)
- Calyptotheca churro Sebastian & Cumming, 2016
- Calyptotheca circularis Harmer, 1957
- Calyptotheca conica Cook, 1965
- Calyptotheca fossulata Harmer, 1957
- Calyptotheca furcata (Busk, 1884)
- Calyptotheca hastingsae Harmer, 1957
- Calyptotheca heteroavicularia Dumont, 1981
- Calyptotheca immersa (Powell, 1967)
- Calyptotheca inaequalis Harmer, 1957
- Calyptotheca inclusa (Thornely, 1906)
- Calyptotheca incusa Tilbrook, 2006
- Calyptotheca ingens (Canu & Bassler, 1929)
- Calyptotheca janua (Livingstone, 1929)
- Calyptotheca kapaaensis Dick, Tilbrook & Mawatari, 2006
- Calyptotheca lardil Cumming & Tilbrook, 2014
- Calyptotheca lata (MacGillivray, 1883)
- Calyptotheca latifrons (Osburn, 1952)
- Calyptotheca mortoni Gordon, 1989
- Calyptotheca nigra Dumont, 1981
- Calyptotheca nivea (Busk, 1884)

- Calyptotheca obscura (Osburn, 1952)
- Calyptotheca obscura Harmelin, López de la Cuadra & García Gómez, 1989
- Calyptotheca orbiculata Harmer, 1957
- Calyptotheca ornatissima (Canu & Bassler, 1928)
- Calyptotheca parcimunita Harmer, 1957
- Calyptotheca perpendiculata Tilbrook, 2006
- Calyptotheca porelliformis (Waters, 1918)
- Calyptotheca pyriformis (Harmer, 1957)
- Calyptotheca quadravicularis (Okada, 1923)
- Calyptotheca reniformis Tilbrook, 2006
- Calyptotheca rugosa Hayward, 1974
- Calyptotheca rupicola Hayward & Ryland, 1995
- Calyptotheca sesokoensis Dick & Grischenko, 2016
- Calyptotheca sidneyi Di Martino & Taylor, 2018
- Calyptotheca subimmersa (MacGillivray, 1879)
- Calyptotheca sudanensis Dumont, 1981
- Calyptotheca suluensis Harmer, 1957
- Calyptotheca symmetrica (Ortmann, 1890)
- Calyptotheca thornelyae Dumont, 1981
- Calyptotheca tilbrooki Sebastian & Cumming, 2016
- Calyptotheca triangula (Hincks, 1881)
- Calyptotheca triangulata (Canu & Bassler, 1928)
- Calyptotheca trimandibulata Cumming & Sebastian, 2018
- Calyptotheca triquetra (Harmer, 1957)
- Calyptotheca vaginata (Canu & Bassler, 1928)
- Calyptotheca variolosa (MacGillivray, 1869)
- Calyptotheca wasinensis (Waters, 1913)
- Calyptotheca wulguru Sebastian & Cumming, 2016

Niet geaccepteerde soorten:
- Calyptotheca capitifera (Canu & Bassler, 1929) → Figularia capitifera (Canu & Bassler, 1929)
- Calyptotheca stylifera (Levinsen, 1886) → Schizobrachiella stylifera Levinsen, 1886
- Calyptotheca tenuata Harmer, 1957 → Calyptotheca triangulata (Canu & Bassler, 1928)
- Calyptotheca thorneleyae Dumont, 1981 → Calyptotheca thornelyae Dumont, 1981
- Calyptotheca triarmata Hayward, 1974 → Schizomavella asymetrica (Calvet, 1927)